# Tux Racer
Tux Racer – gra komputerowa wydana na zasadach licencji GPL działająca w systemach GNU/Linux, Microsoft Windows oraz macOS. Silnik gry jest oparty na bibliotece OpenGL.

## Opis gry

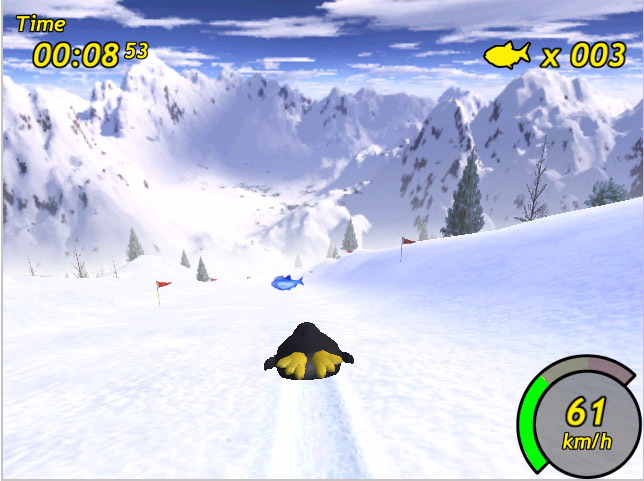
Zrzut ekranowy gry

W grze będziemy kierować pingwinem Tux, którego zadaniem jest zjedzenie jak największej liczby ryb podczas zjazdu ze stoku na własnym brzuchu. W grze liczy się również czas pokonania trasy.
Dostępne są dwa tryby gry: trening – tu są dostępne wszystkie mapy i możemy na nich jeździć do woli, i turniej – tu zaś na każdej mapie trzeba osiągnąć minimum, aby dostać "przepustkę" do następnej planszy. Jeśli tego nie osiągniemy, to powtarzamy planszę. W całym turnieju można tylko cztery razy powtórzyć planszę.
Dostępnych jest kilka dobrze zaprojektowanych plansz, na każdej jest wiele przeszkód i rozwidleń, dzięki czemu możemy – po części – sami wybrać trasę, jaką będziemy pędzić.
Jeżeli w chwili gdy pingwin leci w powietrzu naciśniemy klawisz "d", zacznie on wykonywać ewolucje powietrzne, którymi sterujemy za pomocą strzałek na klawiaturze.

## Kontynuacje Tux Racera
Ostatnią wersją dostępną na licencji GNU GPL jest 0.61, następne są wydawane pod tą samą nazwą, ale na zamkniętej licencji. Zgodnie z prawem, kod źródłowy Tux Racera 0.61 jest jednak nadal dostępny i posłużył jako baza dla projektów PPRacer (PlanetPenguin Racer) oraz OpenRacer.
Mimo że Open Racer powstał wkrótce po zamknięciu źródeł oryginału (2001), długo nie był praktycznie aktywny. Znacznie od niego młodszy PPRacer (2004) nie tylko szybko wprowadził zmiany w kodzie, ale też, w przeciwieństwie do Open Racera, jest używalny.